# Bronislaw Sigismundowitsch Malachowski

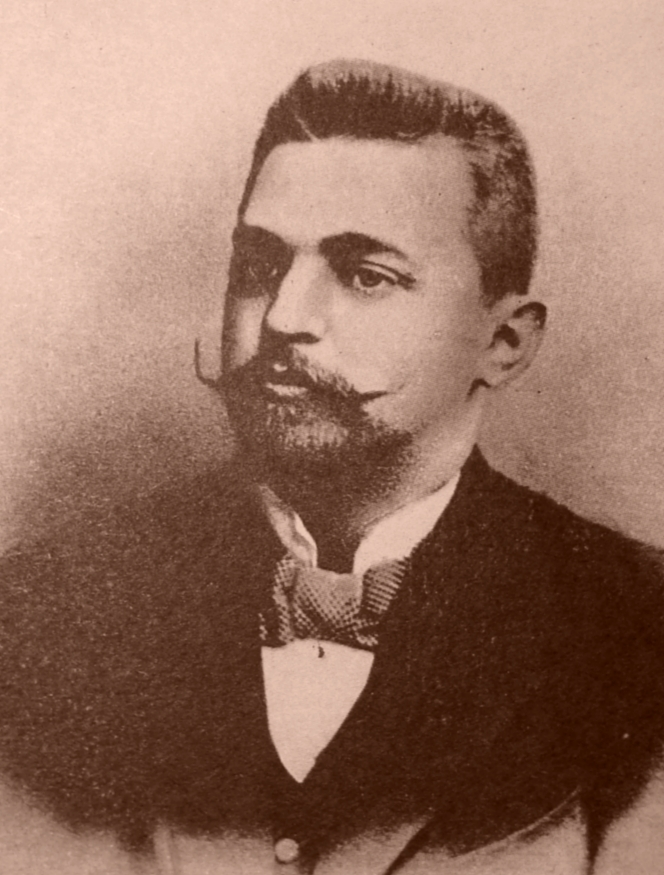
Bronislaw Sigismundowitsch Malachowski (1900)

Bronislaw Wassilij-Piotr Sigismundowitsch Malachowski (russisch Бронислав Василий-Пётр Сигизмундович Малаховский; * 21. Dezember 1866jul. / 2. Januar 1867greg. im Gouvernement Witebsk; † 20. Februar 1934 in Leningrad) war ein russisch-sowjetischer Eisenbahningenieur.

## Leben
Malachowski stammte aus der alten polnischen Adelsfamilie Nałęcz-Malachowski. Sein Vater war der Grundherr Sigismund Adam Malachowski (1830–1888). Er wuchs zusammen mit seinem älteren Bruder Adam-Adolf, der Architekt wurde, und seinen Schwestern Antonina, Jadwiga und Maria auf. Er besuchte in St. Petersburg die 1. Realschule mit Ergänzungsklasse in der Mechanik-Technik-Abteilung mit Abschluss 1888. Darauf studierte er am St. Petersburger Institut für Praktische Technologie mit Abschluss 1895.
Seine berufliche Karriere begann Malachowski als Ingenieur in den Sormowo-Maschinenbau-Werken im Nischni Nowgoroder Stadtteil Sormowo. Ab 1901 leitete er das Dampflokomotiven-Technik-Büro. 1907 begann er mit Berücksichtigung der weltweiten Entwicklungsfortschritte der Dampflokomotiventechnik eine eigene Dampflokomotive zu konstruieren, die sich dann sehr bewährte und der Beginn der Baureihe S (entsprechend dem Werksnamen) war. Er konstruierte weitere Dampflokomotiven. Insbesondere schuf er 1914 als Variante der Baureihe Tsch die leistungsstärkere Güterzug-Dampflokomotiven-Baureihe Tschswp, die wegen ihrer größeren Nähe zur Baureihe Y den Namen Ys erhielt.

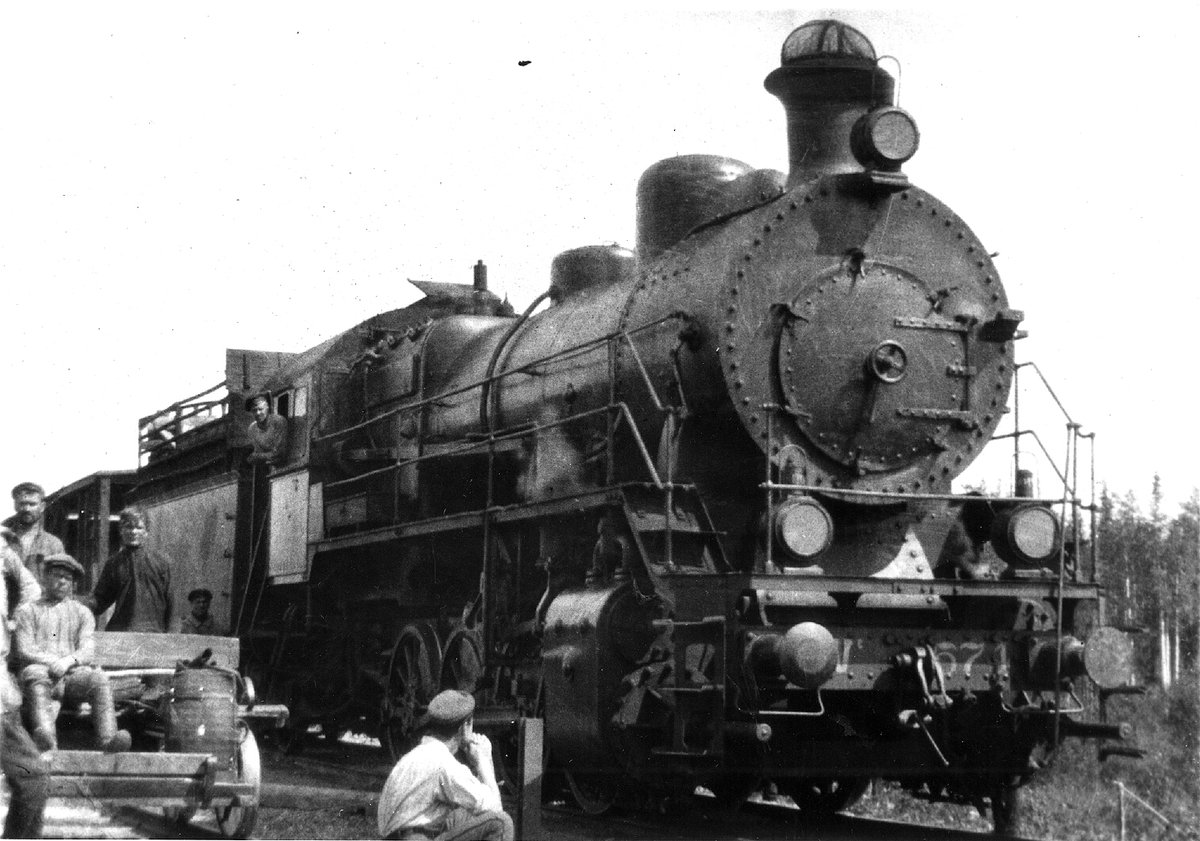
Y^{s}571 der Moskau-Kasaner Eisenbahn (1925)

Nach der Oktoberrevolution verließ Malachowski 1919 Nischni Nowgorod und ging nach Moskau, wo er Leiter der Abteilung Dampflokomotivenbau des Staatlichen Verbunds der Maschinenbau-Werke (GOMS) wurde. Gleichzeitig lehrte er an der Technischen Hochschule Moskau. Dann arbeitete er in Leitungsorganisationen der Dampflokomotivenbauindustrie, beim Obersten Rat für Volkswirtschaft und in anderen Organisationen.
1929 wurde Malachowski wegen Sabotageverdachts verhaftet und kam in das Zentrale Konstruktionsbüro ZKB-39 der OGPU, als Scharaschka bekannt, wo er zusammen mit dem Chefkonstrukteur leichter Panzer Nikolai Astrow arbeitete. Nach der Freilassung 1930 arbeitete Malachowski als Ingenieur im Leningrader Newa-Werk.
Malachowski starb am 20. Februar 1934 in Leningrad und wurde auf dem Wolkowo-Friedhof begraben.
Malachowskis Sohn Bronislaw Bronislawowitsch Malachowski war Architekt, Karikaturist und Buchillustrator. Er wurde während des Großen Terrors 1937 verurteilt und erschossen. Die Rehabilitierung wegen des Fehlens von Beweisen erfolgte 1958.